# Nhà thờ đá Bảo Nham

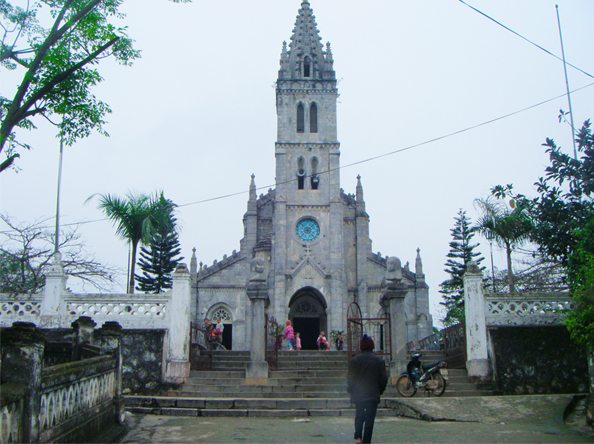
Mặt trước nhà thờ

Nhà thờ đá Bảo Nham là một nhà thờ công giáo ở xã Bảo Thành, huyện Yên Thành, tỉnh Nghệ An.

## Lịch sử
Nhà thờ đá Bảo Nham được khởi công xây dựng vào năm 1888 tại xã Bảo Thành, huyện Yên Thành, trên quốc lộ 7, cách thành phố Vinh khoảng 50 km về phía Bắc. Adolphe Klinglé, còn gọi là Cố Thông, một linh mục người Pháp, đã truyền đạo ở đây và chọn vị trí này để xây dựng nhà thờ Bảo Nham. Năm 1904, việc xây dựng hoàn thành.

## Kiến trúc
Nhà thờ đá Bảo Nham là một nhà thờ Gothic, theo mô hình của nhà thờ Luoxo (Pháp), tọa lạc trên khuôn viên rộng 7.750 m2. Vật liệu dùng để xây dựng công trình này là những thanh đá được khai thác từ núi Lam Sơn, Thanh Hóa.
Nhà thờ cao 37m, rộng 14m2. Bên trên có một tháp chuông, còn gọi là long đình, cao 28m, gồm ba quả chuông đồng.  Khối lượng của các quả chuông này khác nhau; quả nặng nhất 800 kg, quả chuông thứ hai 400 kg và quả chuông thứ ba 180 kg. Trên đỉnh tháp chuông có hình một con gà làm bằng hợp kim Antimon dài 0,8m, rộng 0,35m có thể xoay theo chiều gió. Ngoài ra còn có 24 tháp đá nhỏ, mỗi tháp cao 2,5m. Phía trước của khu bảo tồn là hai con sư tử đá được chạm khắc tỉ mỉ.
Nhà thờ đá Bảo Nham được đánh giá là có mức độ thẩm âm tốt so với các nhà thờ khác ở Việt Nam.

## Du lịch
Nhà thờ đá Bảo Nham không chỉ là nơi sinh hoạt tâm linh của người Công giáo ở địa phương, mà còn là điểm du lịch của xã Bảo Thành.